# Ivar Bern
Ivar Bern est un joueur d'échecs norvégien né le 20 janvier 1967. 

## Biographie
Maître international (FIDE) depuis 1990, il a également le titre de grand maître international du jeu d'échecs par correspondance (ICCF) depuis 1993. Il a remporté le dix-septième championnat du monde d'échecs par correspondance (commencé en 2002) en 2006 avec 10,5 points sur 16.
Il a remporté le championnat open de Norvège à la pendule (devant l'échiquier) en 1986, 1989 et 1990.